# Гинзбург, Владимир Моисеевич
Владимир Моисеевич Гинзбург (23 июля 1930 — август 1997) — советский и российский архитектор. Лауреат Госпремии РСФСР (1990), заслуженный архитектор РФ (1991), автор Киноцентра на Красной Пресне, Управления метрополитена на проспекте Мира, Краснопресненских бань; работал над восстановлением Ташкента и микрорайонной застройкой Москвы.

## Биография
Родился 23 июля 1930 года в Москве, отец — архитектор Моисей Яковлевич Гинзбург (1892—1946), мать — Рашель Осиповна Гинзбург. Жена — архитектор и театральный художник Татьяна Михайловна Бархина, сын — архитектор Алексей Владимирович Гинзбург.
Учился в Московском архитектурном институте в 1951—1956 года. После окончания МАРХИ три года работал в проектном институте «Союзспортпроект» над проектами спортивных сооружений. В это время участвовал в конкурсах на Монумент Победы на Поклонной горе (1958) и на проект типового кинотеатра (1960). В 1959 году А. А. Мироянц пригласил В. М. Гинзбурга в «Моспроект», в авторскую молодёжную группу для работы над проектом комплекса пансионатов Зоны отдыха на Клязьминском водохранилище.
В 1962 году В. М. Гинзбург был переведен в Управление по проектированию Всемирной выставки 1967 года, где он проектировал здание Генерального комиссара выставки, которую первоначально планировали провести в Москве. После отмены московской выставки архитектора командировали во вновь сформированную мастерскую № 20 в «Моспроекте-1», которой руководил А. Г. Рочегов, и затем В. А. Нестеров. Там В. М. Гинзбург работал над планировкой района «Гольяново», несколькими крупными микрорайонами, Московским автовокзалом, комплексом Уральской улицы.
С 1966 года В. М. Гинзбург — и. о. руководителя Мастерской по проектированию отдельных объектов № 15 «Моспроекта-1», созданной для работы над восстановлением Ташкента сразу после землетрясения Впоследствии номер мастерской был изменён на № 19. Помимо жилых домов для Ташкента, в мастерской были спроектированы и реализованы Киноцентр на Красной Пресне, здание Управления Московского метрополитена на проспекте Мира, Институт проблем механики АН СССР на проспекте Вернадского.
В 1984 году мастерскую № 19 слили с зональной мастерской № 10, В. М. Гинзбург назначен руководителем зональной мастерской и главным архитектором Южной планировочной зоны Москвы. Мастерская занималась преимущественно проектированием микрорайонной застройки на подведомственной ей территории юга Москвы, но также разработала и реализовала проекты комплекса зданий Высшей школы милиции, Военно-политической академии (сейчас Гуманитарная академия), гостиниц на Пролетарском проспекте.
В конце 1980-х — начале 1990-х гг. В. М. Гинзбург также работал над проектами в составе хозрасчетного «ХОЗУ Совмина РСФСР».
Принимал участие в конкурсе проектов монумента в память о битве на Курской дуге, музея В. И. Ленина в Москве. Выполненный В. М. Гинзбургом совместно с Ю. И. Филлером монумент Победы на Поклонной горе разделил 1-ю и 2-ю премии конкурса.
Член КПСС. Член Союза архитекторов СССР. Член партийного комитета управления «Моспроект-1», член бюро секции Союза архитекторов.

## Реализованные проекты
- Комплекс пансионатов на Клязьминском водохранилище (1959—1962; премия СА на смотре творчества молодых архитекторов)[1]
- Проект детальной планировки и застройки ряда микрорайонов жилого района «Гольяново» (1962)[1]
- Московский автовокзал у метро «Щелковская» (1963—1966)
- Комплекс жилых домов с встроенными магазинами в Ташкенте (1966—1970; Государственная премия Узбекской ССР имени Хамзы, 1970)
- Московская Междугородная телефонная станция (1967—1980; Премия Совета Министров СССР)
- Всесоюзный киноцентр и торговое представительство Венгерской народной республики на Дружинниковской улице на Красной Пресне (1969—1989 гг., в соавторстве с Ю. И. Филлером; Государственная премия РСФСР, 1970. Здание, также известное как киноцентр «Соловей», снесено в 2020 году, в настоящий момент (2023) на его месте строится ЖК «Sky View»)
- Институт проблем механики Академии Наук на проспекте Вернадского (1970—1980)[1]
- Дома отдыха Совмина СССР: «Ока», «Воскресенское», «Клязьма», «Архангельское» (1970—1987)[1]
- Краснопресненские бани (1979)[1]
- Здание Управления Московского метрополитена на проспекте Мира (1973—1982)
- Застройка микрорайонов «Братеево», «Сабурово», «Кожухово», отдельные жилые дома в Южной зоне Москвы (1984—1990)
- Военно-политическая академия имени В. И. Ленина (1983—1990; в настоящее время Гуманитарная академия),
- Комплекс зданий Высшей школы милиции (1985—1992)

## Признание
- Диплом и премия Всесоюзного смотра молодых архитекторов СССР — за Комплекс пансионатов на Клязьминском водохранилище
- Государственная премия Узбекской ССР имени Хамзы — за жилые дома в Ташкенте[1]
- Премия Совета Министров СССР — за здание Московской межотраслевой телефонной станции
- Государственная премия РСФСР в области архитектуры — за здание Киноцентра и торгпредства ВНР на Красной Пресне (1990)
- Заслуженный архитектор РСФСР (1991)
- Член-корреспондент Международной академии архитектуры (МААМ; 1992)

## Конкурсные проекты
- Монумент Победы на Поклонной горе (1958; 1 и 2 премии)
- Серия кинотеатров в Москве (1960; 1 премия)
- Кинотеатр большой вместимости в Москве (1966; 1 премия)
- Серия малых железнодорожных вокзалов (1968; поощрительная премия)
- Музей В. И. Ленина (1970; поощрительная премия)
- Монумент защитникам Брестской крепости (1973; 3 премия)
- Серия зданий кооперированных кинотеатров с кафе в Москве (1975; 3 премия)
- Комплекс зданий Высшей партийной школы (1989; 1 премия)